# Badminton-Juniorenweltmeisterschaft 2009/Mannschaft
Die Badminton-Juniorenweltmeisterschaft 2009 fand vom 23. Oktober bis zum 1. November 2009 in Alor Setar, Malaysia, statt. Folgend die Ergebnisse im Mannschaftswettbewerb.

## Endstand
1. Volksrepublik China
2. Malaysia
3. Thailand
4. Chinesisch Taipeh
5. Indonesien
6. Japan
7. Indien
8. Hongkong
9. Dänemark
10. Philippinen
11. Russland
12. Singapur
13. Vietnam
14. England
15. Frankreich
16. Neuseeland
17. Deutschland
18. Kanada
19. Macau
20. Sri Lanka
21. Australien